# Daviesia quadrilatera
Daviesia quadrilatera är en ärtväxtart som beskrevs av George Bentham. Daviesia quadrilatera ingår i släktet Daviesia, och familjen ärtväxter. Inga underarter finns listade i Catalogue of Life.